# Осторожные козлы
«Осторожные козлы» — советский мультипликационный фильм по одноимённой басне Сергея Михалкова.

## Сюжет
О бюрократах, для которых бумажная инструкция важнее здравого смысла. Для взрослых.
Хорёк пробрался в курятник и стащил петуха, засунув его в мешок. Тут как раз гуляли два приятеля-козла, испугавшие хорька. Петух начал просить о помощи, но козлы, расспросив его, чей же это мешок, отказались, так как мешок чужой, а разрешения или согласования не поступало. Но петух всё равно сказал, чтобы его, в мешке, притащили хотя бы к псу Полкану, сторожу курятника. Козлы нехотя пошли к Полкану, оставив петуха в мешке. А хорёк благополучно съел петуха.

## Создатели
| сценарий             | Сергея Михалкова, Дмитрия Бабиченко          |
| режиссёр             | Дмитрий Бабиченко                            |
| художник-постановщик | Вячеслав Назарук                             |
| композитор           | Никита Богословский                          |
| оператор             | Александр Пекарь                             |
| звукооператор        | Александр Куцый                              |
| роли озвучивали      | Григорий Шпигель (нет в титрах)              |
| монтаж               | Ниной Бутаковой                              |
| редактор             | Валерия Коновалова                           |
| директор фильма      | М. Чичельницкий (в титрах — М. Чечельницкий) |